# Слободан Јовановић (политичар)
Слободан Јовановић (Врање, 4. новембар 1947) бивши је српски политичар, друштвено-политички радник СР Србије и новинар.

## Биографија
Рођен је 4. новембра 1947. у Врању, где је завршио основну школу и гимназију „Бора Станковић”. Потом је у Београду завршио Филолошки факултет, одсек српски језик и књижевност. На истом факултету је касније докторирао.
Од 1972. до 1975. био је главни и одговорни уредник листа Студент, гласила студената Универзитета у Београду. Потом је од 1976. до 1980. био уредник Универзитетске рубрике у листу Омладинске новине, гласилу Републичке конференције Савеза социјалистичке омладине Србије. Од 1985. до 1992. био је главни и одговорни уредник листа Политика експрес, а од 1993. до 1996. директор агенције ТАНЈУГ.
Од априла 1982. био је члан Градског комитета СК Београда, а од априла 1986. члан Председништва ГК СК Београда. Био је један од ближих сарадника Слободана Милошевића, у периоду док је био председник Председништва ГК СК Београда, као и касније у време Осме седнице ЦК СК Србије. Од Другог конгреса, 1992. до Трећег конгреса СПС, 1996. био је члан Извршног одбора Главног одбора СПС.
Од 22. јуна 1994. био је председник Градског одбора СПС Београда. На овој функцији остао је до 30. новембра 1995, када га је у току припрема за Трећи конгрес СПС заменио Бане Ивковић. Средином 1996. смењен је са функције директора ТАНЈУГ, након чега је радио у Заводу за уџбенике и наставна средства у Београду. После чланка у листу НИН, фебруара 1999. у коме је негативно писао о односима у коалицији СПС и ЈУЛ, искуљчен је из СПС и отпуштен са посла. Након петооктобарске промен власти, 2000. враћен је на посао. Године 2000. објавио је књигу Виртуелна Србија.
Биран је за републичког и савезног народног посланика. Од 1992. до 1993. био је посланик у Већу грађана, а од 1993. до 1994. у Већу република Савезне скупштине СРЈ. Од 1994. до 1997. био је народни посланик у Народној скупштини Србије.
Добитник је Октобарске награде града Београда.